# Solanum consimile
Solanum consimile är en potatisväxtart som beskrevs av Conrad Vernon Morton. Solanum consimile ingår i släktet skattor som ingår i familjen potatisväxter. Inga underarter finns listade i Catalogue of Life.